# 3e régiment de ulans (Autriche-Hongrie)
Pour les articles homonymes, voir 3e régiment.
Le 3e régiment de ulans, connu à partir de 1802 comme 3e régiment de ulans « archiduc Charles », est une unité de l'Armée commune austro-hongroise. Ce régiment, créé en 1801, est nommé en l'honneur de son premier colonel Charles-Louis d'Autriche-Teschen et est dissous en 1918.

## Création et différentes dénominations
- 1801 : 3e régiment de ulans[1]
- 1802 : 3e régiment de ulans « archiduc Charles »[1]
- 1918 : dissous

## Uniforme
Le régiment porte, comme les autres régiments de ulans, un uniforme à parements rouges et boutons jaunes. Le 3e ulans se distinque par la couleur écarlate de sa ulanka (de),.